# Capítulo dos Chapéus
"Capítulo dos Chapéus" é um conto escrito por Machado de Assis que apareceu pela primeira vez na Gazeta de Notícias em 1883, sendo posteriormente incluído na coletânea Histórias sem Data.
Em "Capítulo dos Chapéus", Machado de Assis discorre sobre a posição da mulher na nova sociedade que se forma no Brasil na segunda metade do século XIX. Por meio de ironia, com uma pitada de tom trágico, o conto narra a situação de duas mulheres: Mariana e Sofia. Personalidades opostas, representando dois mundos diferentes, mas próximos entre si. Mariana ainda é infantil e alienada em um ambiente doméstico: sua vida resume-se à sua casa e seus objetos; Sofia é uma mulher da nova sociedade: independente, resoluta, com limites que vão além da vida doméstica, estendendo-se para a rua.
Joaquim Maria Machado de Assis, nascido em 1839, é considerado o maior nome da literatura nacional. Foi poeta, cronista, dramaturgo, contista, folhetinista, jornalista e crítico literário. Sua obra constitui-se em nove romances e peças teatrais, 200 contos, cinco coletâneas de poemas e sonetos e mais de 600 crônicas. Veio a falecer em 1908, aos 79 anos de idade.